# 诺勒布罗广场站
诺勒布罗广场站（丹麥語：Nørrebros Runddel Station）是哥本哈根地铁的一个地下车站。位于丹麦哥本哈根诺勒布罗诺勒布罗广场（Nørrebros Runddel）。由且仅由哥本哈根地铁3号线使用。属于第2收费区。 2019年9月29日，随哥本哈根地铁3号线其余16座车站一同启用。

## 设计
本站的主入口位于诺勒布罗广场。车站的自动扶梯顶棚、瓷砖均采用与临近的公墓大墙相近的黄色。